# Hybridbus
Ein Hybridbus ist ein (Linien-)Omnibus mit Hybridantrieb und gehört zur Gattung der Hybridelektrokraftfahrzeuge. Hybridbusse verfügen beispielsweise über einen Verbrennungsmotor mit elektrischem Generator oder eine Brennstoffzelle als Stromerzeugungsaggregat, Elektromotor(en) und eine Antriebsbatterie.

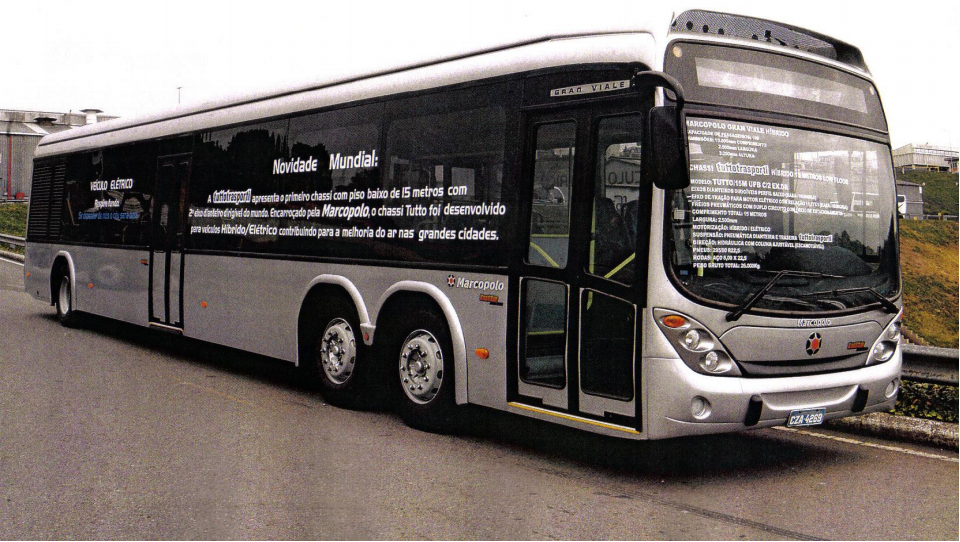
Ein in Südbrasilien hergestellter Hybrid-Elektrobus mit zwei Vorderachsen. Er operierte im Expresso Tiradentes in São Paulo, bevor er 2013 aufgrund mehrerer Ausfälle des Elektromotors und Bränden außer Betrieb genommen wurde.

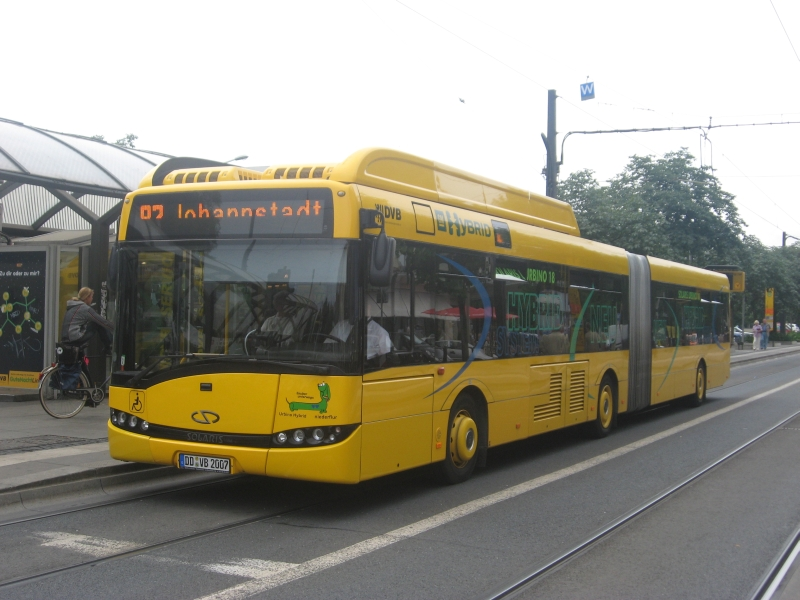
Hybridbus Solaris Urbino 18 in Dresden

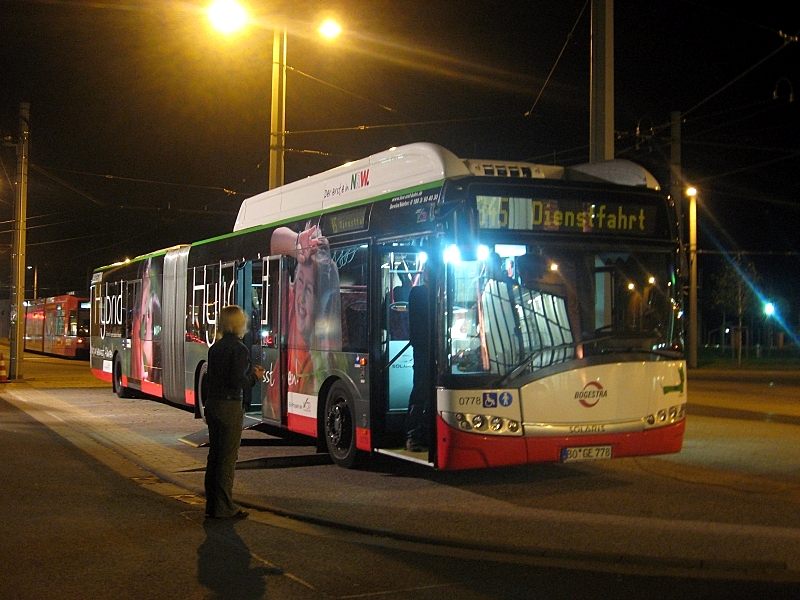
Hybridbus der BoGeStra auf dem Betriebshof Engelsburg zur ExtraSchicht

## Prinzip
Der Begriff „hybrid“ leitet sich aus dem lateinischen Begriff hybrida griechischen Ursprungs ab und bedeutet etwas gekreuztes, gemischtes oder gebündeltes. Ein Hybridfahrzeug ist nach UNO-Definition ein Fahrzeug, in dem mindestens zwei Energieumwandler und zwei im Fahrzeug eingebaute Energiespeichersysteme vorhanden sind, um es anzutreiben. Energiewandler sind beispielsweise Elektro-, Otto- und Dieselmotoren, Energiespeicher sind beispielsweise Batterie oder Kraftstofftank.
Im Gegensatz zu Duo-Bussen sind Hybridbusse unabhängig von Oberleitungen, der Dieselmotor dient der stetigen Stromversorgung, wobei der erzeugte Strom sowohl in die Elektromotoren fließt, die eigentlich die Achsen antreiben, als auch in den Stromspeicher. Die Abwärme der Stromerzeugung kann für das Klimatisieren von Innenraum und Batterie genutzt werden. Spitzen im Energieverbrauch – etwa beim Anfahren – werden aus dem Stromspeicher versorgt. Von der Bauart her handelt es sich in der Regel, beispielsweise bei modernen Brennstoffzellenbussen, um serielle Hybride, bei denen der Verbrennungsmotor nicht mehr direkt das Fahrzeug antreibt, sondern die volle Antriebsleistung wird von Elektromotoren erbracht, die daher in der Regel stärker als bei parallelen Hybriden sind. Stärkere Elektromotoren können als Elektromotorische Bremse mehr Bremsenergie durch Rekuperation in die Batterie rückspeisen, was den Verbrauch bei Stadtfahrten weiter reduziert.
Es gibt zwei grundlegend verschiedene Hybrid-Antriebstechniken.
- Bei der parallelen Hybridtechnologie greifen beide Antriebsarten zugleich auf den Antriebsstrang zu. Der elektrische Antrieb wirkt hier meist nur unterstützend. Der Verbrennungsantrieb läuft dauerhaft. Diese Technik wird außer bei Stadtbussen auch bei Regionalbussen eingesetzt, die eine größere Durchschnittsgeschwindigkeit und einen längeren Haltestellenabstand haben.
- Bei der seriellen Hybridtechnologie wird zunächst vom Verbrennungsmotor ein Generator angetrieben oder mit einer Brennstoffzelle elektrische Energie erzeugt, die in einer Antriebsbatterie zwischengespeichert wird. Der Verbrennungsmotor kann dabei gleichmäßig im optimalen Drehzahlbereich betrieben werden. Auch die Brennstoffzelle muss nur langsam geregelt werden, was die Lebensdauer des Brennstoffzellenstacks erhöht. Ein oder mehrere Elektromotoren treiben die Räder an. Das Fahren erfolgt dabei rein elektrisch. Diese Technik wird besonders bei Stadtbussen verwendet, die bei kurzen Haltestellenabständen und höherer Verkehrsdichte auch eine niedrige Durchschnittsgeschwindigkeit erreichen, aber öfter anfahren und bremsen müssen.

Gyrobus und Hydrobus stellen zwei historische, nicht weiter verfolgte Entwicklungsstränge dar. Gekoppelt mit Dieselmotoren wurden auf dieser Basis einige wenige Hybridbusse entwickelt.

## Vor- und Nachteile
Ziel des Systems ist neben einer besseren Antriebsdynamik eine Minderung des Kraftstoffverbrauchs sowie der Schadstoff-, Lärm- und CO2-Emissionen. Dies kann durch eine bessere Anfahr- und Beschleunigungscharakteristik mit Betrieb des Dieselmotors im optimalen Drehzahlbereich erreicht werden und zum anderen durch Bremsenergierückgewinnung (Rekuperation). Besonders im Stadtverkehr lässt sich mit dieser Technologie viel Energie sparen, da hier sehr häufig beschleunigt und gebremst wird.
Nachteile des Systems sind Platzbedarf und Gewicht der zusätzlichen technischen Ausrüstung. Bei einer Unterbringung von Komponenten auf dem Dach der Busse, wie bei den meisten Versuchsobjekten, muss dieses verstärkt werden und die Fahrdynamik des Busses muss dem erhöhten Schwerpunkt angepasst werden. Bei kälteren Temperaturen muss, aufgrund der geringeren Antriebsverluste (Abwärme), zusätzliche Energie für die Heizung des Busses aufgewendet werden. Dies reduziert bei diesen Bedingungen den Effizienzvorteil des Systems.
Aufgrund der Nachteile in Bezug auf Platzbedarf und Gewicht, wird der Hybridantrieb als eine Brückentechnologie bis zur weiteren Entwicklung von Batterie- oder Brennstoffzellenbussen angesehen.

## Hersteller und Modelle

### Mercedes-Benz

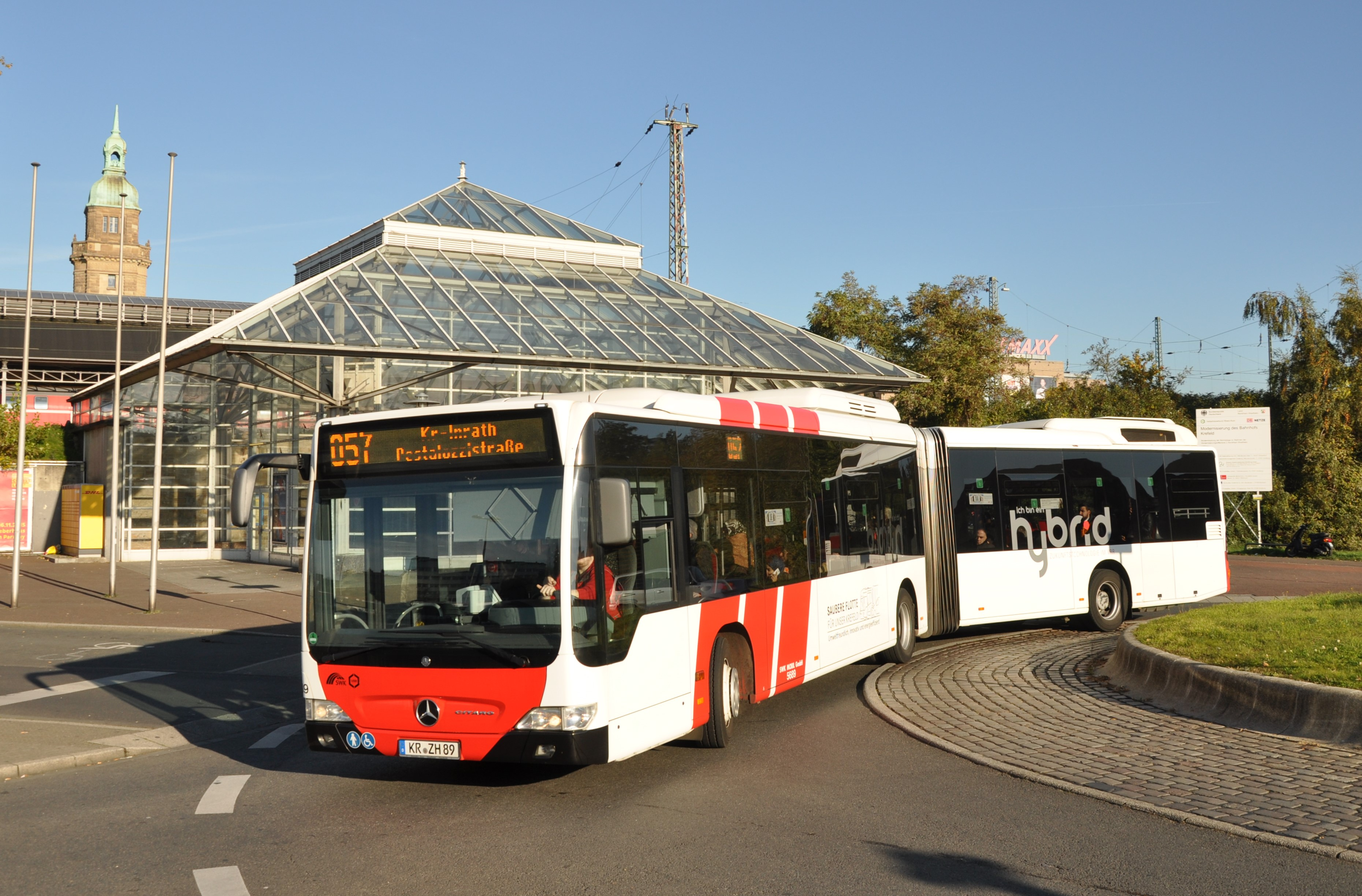
Mercedes-Benz Citaro G BlueTec Hybrid vor dem Krefelder Hauptbahnhof

Der vermutlich erste Hybridbus war der Mercedes-Benz O 305 OE, der von 1979 bis 1984 in Stuttgart und Wesel im Einsatz war.
Vom Unternehmen Daimler-Benz wurde 1996 eine Vorserie (MB O 405 GNDE) als Niederflurbus mit Radnabenantrieben gefertigt. Die Entwicklung wurde jedoch eingestellt.
Daimler Buses North America hat bereits über tausend Busse ausgeliefert.
Aktuell produziert EvoBus den Mercedes-Benz Citaro G BlueTec Hybrid. Dieser ist als serieller Hybridbus ausgelegt. Aus diesem abgeleitet ist der Mercedes-Benz Citaro FuelCELL-Hybrid ab 2011 als dritte Version der Brennstoffzellen-Busse. Die elektrische Energie für die Fahrmotoren liefert hier neben der Batterie eine Brennstoffzelle statt eines Dieselmotors mit Generator. Durch die Speicherung von Bremsenergie in den Batterien und einem lastunabhängigen Betrieb der Brennstoffzellen kann der Verbrauch reduziert werden. Hierdurch kann das Tankvolumen auf 35 Kilogramm, gegenüber 45 Kilogramm eines Citaro FuelCell, verringert werden. Die Batterien haben eine Kapazität von 27 kWh. Der elektrische Antrieb wird über Radnabenmotoren mit einer Gesamtleistung von 120 kW übertragen. Zehn 12-m-Citaro FuelCell-Hybrid werden ab 2011 in Hamburg im Linieneinsatz der Hamburger Hochbahn getestet. Weltweit sollen 21 weitere dieser Stadtbusse in verschiedenen anderen Städten getestet werden. EvoBus rechnet mit dem Beginn der Serienfertigung zwischen 2015 und 2020.
Weiterhin wird aktuell der O 530 Citaro NGT mit Gasantrieb produziert, der mit einem elektrischen Hybridmodul mit Rekuperation ausgestattet werden kann.

### MAN
Schon um 1980 entwickelte MAN einen Hybridbus mit Hydro-Antrieb, der dem Prinzip des Gyrobus ähnelte. Er wurde jedoch nur in kleinem Umfang erprobt und gelangte nicht zur Serienreife. Die von einem Dieselmotor erzeugte oder von einer Ladestation eingespeiste Energie wird dabei in einem Blasenspeicher konserviert. Die Entnahme und Speicherung der Energie erfolgt durch Druck- und Volumenänderung. Anders als vom Namen her zu erwarten, wurde dafür als Flüssigkeit nicht Wasser, sondern Öl verwendet. Bei MAN wurde zu Versuchszwecken ein Doppelstockbus mit einem solchen Antrieb ausgestattet, gekoppelt mit einem Dieselmotor. Im Vergleich zum Gyro-Antrieb bot sich der Vorteil, dass im Leerlaufzustand kein Energieverlust eintrat. Die enorme Masse der Hydrospeicher sowie ein großer Herstellungsaufwand waren Gründe dafür, weshalb der Entwicklung wenig Perspektive eingeräumt wurde.
Mitte 2007 wurde ein Fahrzeug auf Basis des MAN Lion’s City mit Wasserstoffverbrennungsmotor vorgestellt. Diese Fahrzeuge befanden sich ab Juli 2007 im Probeeinsatz bei den Berliner Verkehrsbetrieben. Dieser Feldversuch verlief allerdings nicht reibungslos, da die Busse im Vergleich noch nicht sehr zuverlässig waren. Von 14 Bussen waren Anfang 2009 lediglich vier einsatzbereit. Ein weiteres Pilotprojekt lief ab August 2005 zwischen Hallbergmoos und dem Flughafen München (Linienbus 699). Aktuell (2012) gibt es keine Projekte mehr mit Wasserstoffverbrennungsmotor.
Seit 2010 stellt MAN mit dem MAN Lion’s City Hybrid einen Hybridbus her. Das erste dieser Fahrzeuge wurde in München in Dienst gestellt.

### Hess-Vossloh

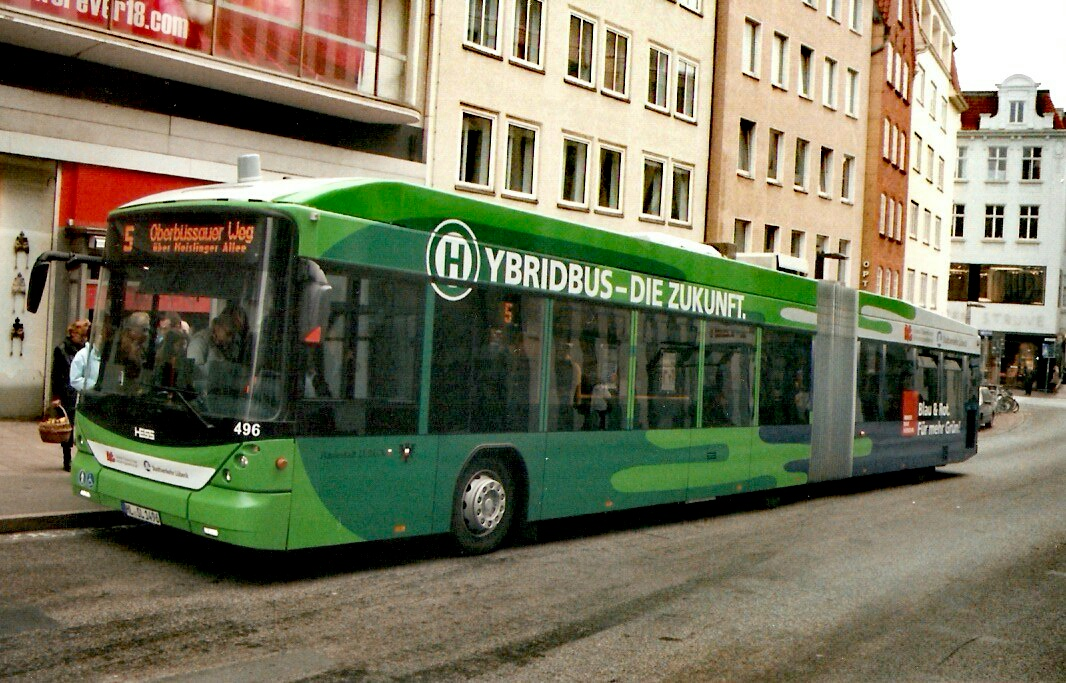
2011 hat der Stadtverkehr Lübeck seinen Fuhrpark um Hybridbusse erweitert (hier Wagen 496)

Ebenfalls im Juli 2007 wurde mit dem Hess lighTram Hybrid der erste Doppelgelenk-Hybridbus vorgestellt und in Zug (Schweiz) getestet.
Seit Mai 2011 werden bei den Leipziger und Dresdner Verkehrsbetrieben sowie beim Stadtverkehr Lübeck (Wagen 495–499) je fünf Hybridgelenkbusse des Typs Swisshybrid von Hess/Vossloh-Kiepe eingesetzt.

### Scania
Das zum Volkswagenkonzern gehörende Unternehmen Scania hat 2014 seine Baureihe Citywide um Hybridbusse ergänzt. Nach Angabe des Herstellers sind dies derzeit die einzigen Hybridbusse, die mit reinem Biodiesel (B 100) betrieben werden können.

### Solaris

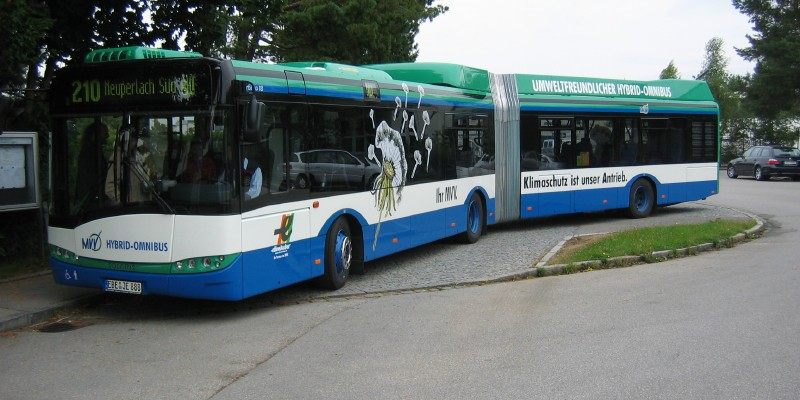
Solaris Hybridbus der Firma Ettenhuber

Die Dresdner Verkehrsbetriebe testen seit Januar 2007 einen Solaris Urbino 18 Hybrid, der auf der Linie 82 (heute Linie 62) eingesetzt wird. Weitere Busse gleichen Typs verkehren seit Mitte 2007 als erster Hybridbustyp in der Schweiz beim Regionalbus Lenzburg, seit Herbst 2007 bei den Leipziger Verkehrsbetrieben und seit Januar 2008 bei der Bochum-Gelsenkirchener Straßenbahnen AG.
Am 13. September 2008 wurde in Ottobrunn der erste Hybrid-Gelenkbus mit einem geschlossenen Dieselrußpartikelfilter der Firma Solaris beim Münchner Busbetrieb Josef Ettenhuber vorgestellt. Er kam im Regionalbusverkehr des MVV zum Einsatz. Gemeinsam mit dem MVV prüfte das Unternehmen Ettenhuber den Bus über vier Jahre auf seine Wirtschaftlichkeit hin.

### SOR
Das tschechische Unternehmen SOR bietet unter der Bezeichnung SOR NBH 18 einen Gelenkbus als Hybridfahrzeug an. Der 18,75 m lange Niederflurbus weist fünf Türen auf, die einen raschen Fahrgastfluss ermöglichen.

### Van Hool
Das belgische Familienunternehmen Van Hool bietet eine Auswahl von Stadt- und Linienbussen als Hybridbus (diesel-/elektrisch) an, vom 9-m-Midibus bis zum 24-m-Doppelgelenkbus. Eine Besonderheit stellt der Diesel-Hybrid-Bus Van Hool ExquiCity 24 dar, der seit 2013 in der französischen Stadt Metz auf der BRT-Linie Mettis eingesetzt wird und 150 Fahrgästen Platz bietet. Darüber hinaus werden seit 2004 Hybrid-Brennstoffzellenbusse in verschiedenen Ausführungen gefertigt.

### Volvo

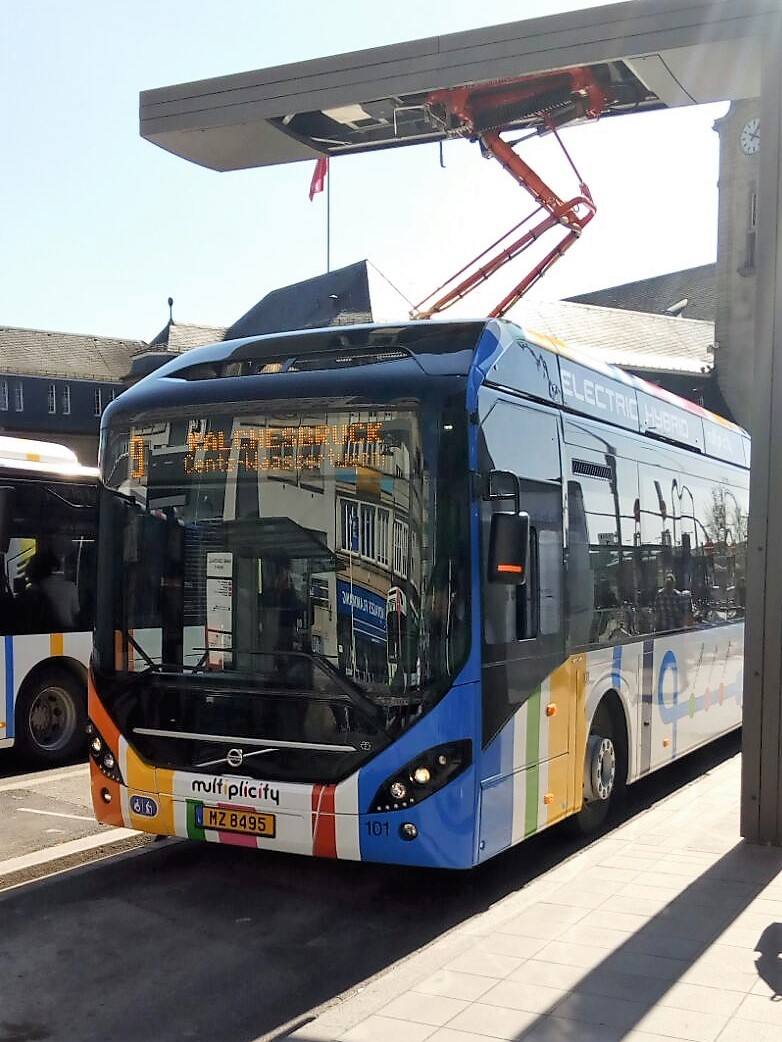
Volvo Hybridbus an Ladestation vor Hauptbahnhof in Luxemburg

Volvo stellt sein Stadtbusmodell 7900 nur noch als Hybridbus mit Parallelantrieb her. Den Vorgänger 7700 gab es zunächst auch mit normalem Dieselantrieb.
Zwischen der Markteinführung im Jahr 2010 und dem Frühjahr 2015 verkaufte Volvo über 2000 Hybridbusse. Meistens handelte es sich um zweiachsige 12-m-Solobusse. Den Hybridbus Volvo 7900 gibt es als zweiachsigen Diesel-Hybridbus, als dreiachsigen Hybrid-Gelenkbus und als Elektro-Hybriden Volvo 7900 Electric Hybrid. Fahrgestelle mit dem Hybridbus-Antriebsstrang von Volvo wurden auch als Basis für britische Doppeldeckerbusse ausgeliefert.

### Wrightbus

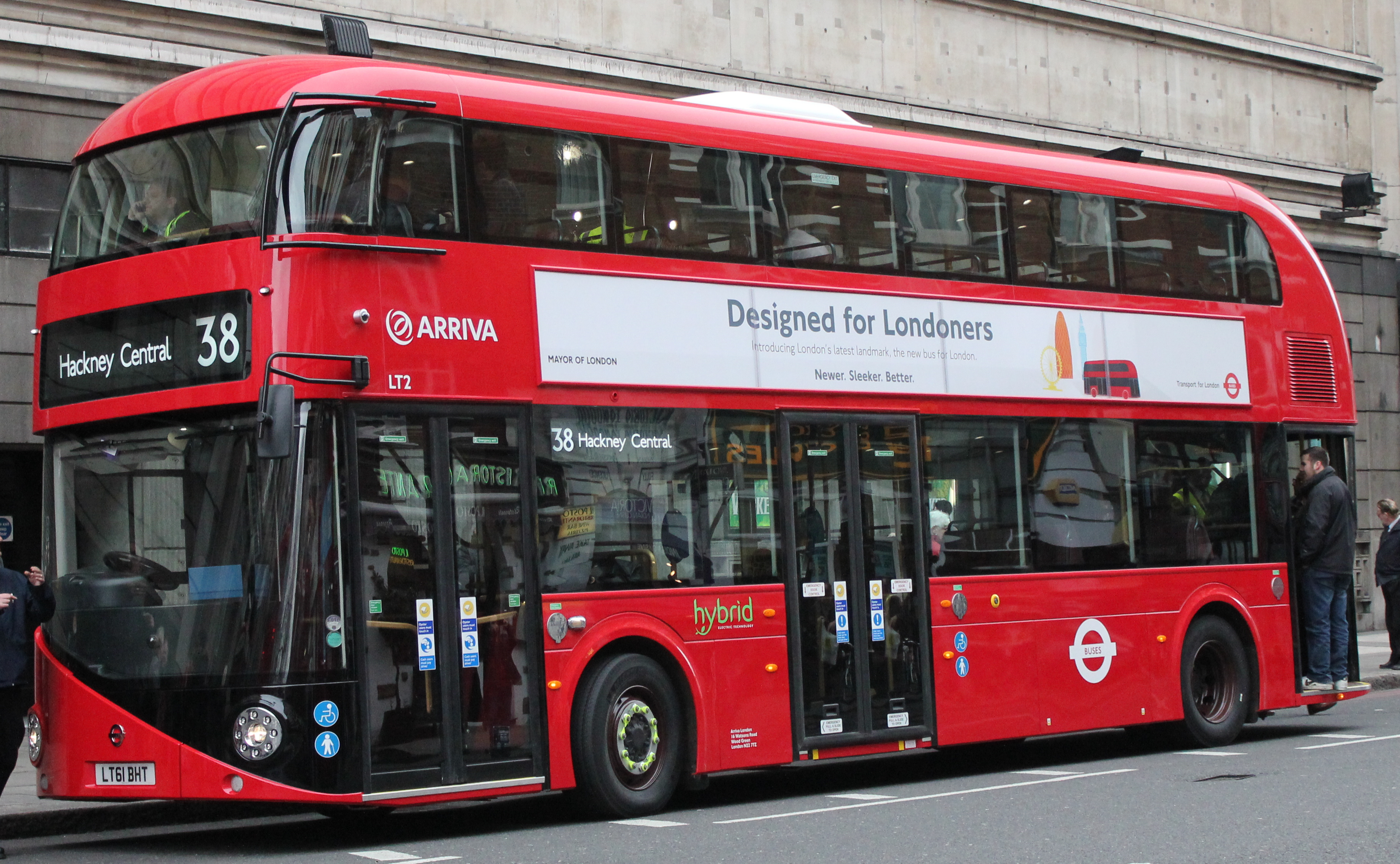
New Bus for London, Doppeldecker-Hybridbus mit 3 Türen und 2 Treppen als New Routemaster von Wrightbus

Der nordirische Busbauer Wrightbus lieferte 2006 die ersten sechs Exemplare eines Eindeck-Hybridbusses für Go-Ahead in London. Der Hybridantrieb wurde inzwischen weiterentwickelt und diese Busse werden als „Electrocity“ vermarktet.
2007 stellte Wright den ersten Doppeldeckerbus vom Typ Gemini 2 HEV mit serieller Hybridtechnologie von Siemens für den Einsatz in London her. 2009 folgten für Arriva und First London jeweils fünf weitere.
Neben dem Gemini 2 HEV bietet Wrightbus einen auf der Volvo-B5TLH-Bodengruppe aufbauenden Doppeldeckerbus mit seriellem Hybridantrieb an, der in fast 200 Exemplaren bei vier verschiedenen Busbetrieben in London eingesetzt wird.
Daneben wird von Wrightbus mit dem New Routemaster (auch NB4L) ein weiterer Doppeldecker-Hybridbus produziert. Die von Transport for London (TfL) georderte Serie – inzwischen 1000 Wagen – wird den durch Ausschreibungen ermittelten Betreibergesellschaften zur Verfügung gestellt. 2013 verkehrten bereits auf vier Linien New Routemasters.

### Alexander Dennis

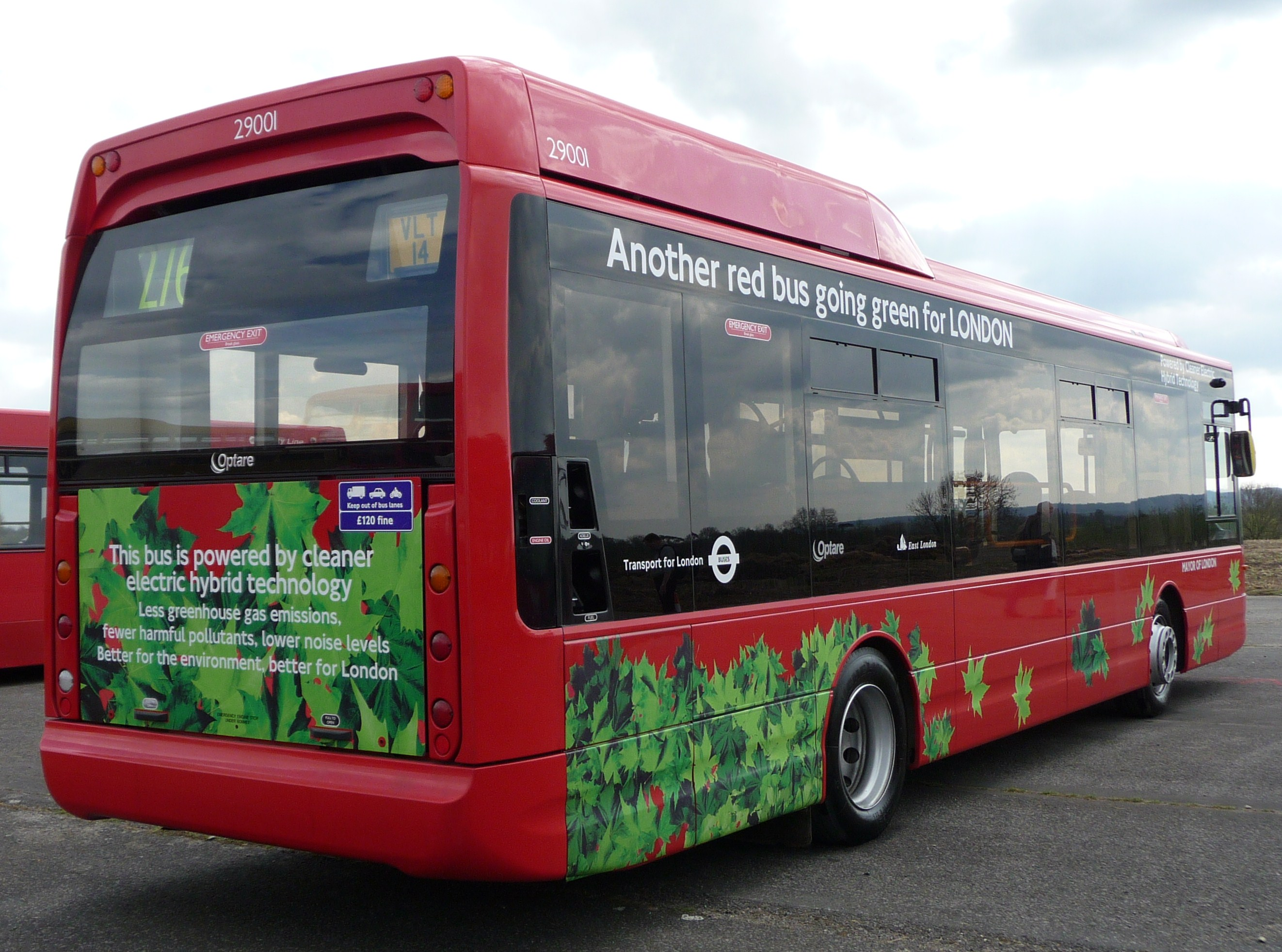
Optare Tempo Hybridbus in London

Das britische Unternehmen Alexander Dennis Ltd. (ADL) produziert in Schottland seit 2008 Hybridbusse in allen Größen vom Midibus (Enviro 200 H) bis zum dreiachsigen Doppeldeckerbus (Enviro 500 H). Der ADL Enviro 400 H mit dem seriellen Antrieb ist der meistgebaute Hybrid-Doppeldecker, es gibt ihn in verschiedenen Längen als zweiachsigen Linienbus. Besonders die großen Doppeldecker vom Typ Enviro 500 H werden auch für Märkte außerhalb des Königreiches produziert, neben Hongkong und Australien auch in Linkslenker-Ausführung für Nordamerika und Europa als Rundfahrtbusse.

### Optare
Das englische Tochterunternehmen von Ashok Leyland stellt den Low-Entry-Bus Optare Tempo her, den es seit 2008 auch in einer Hybridversion gibt.

### BredaMenarinibus
In Italien bietet das Unternehmen BredaMenarinibus den 12-Tonnen Hybridbus BredaMenarinibus M 240 El für 88 bis 97 Fahrgäste an.

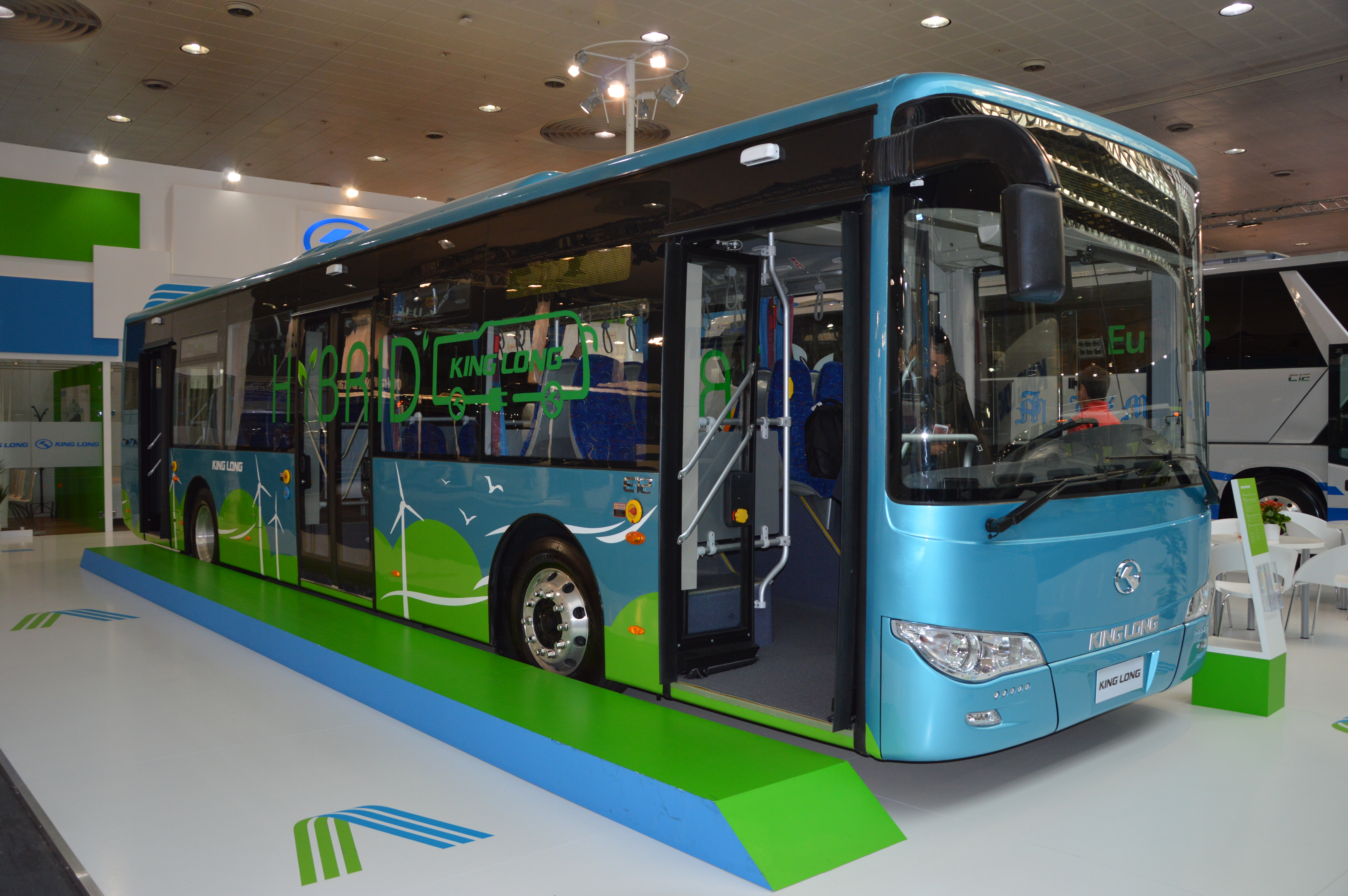
King Long Hybridbus E 12 auf der IAA 2014

### King Long
Das chinesische Unternehmen King Long, der weltweit zweitgrößte Bushersteller, hat bis 2016 bereits mehr als 3500 Hybridbusse verkauft. 2014 präsentierte es auf der IAA-Nutzfahrzeuge den Hybridbus E 12. Das Fahrzeug hat die für Linienbusse übliche Länge von 12 m und verfügt über ein 6-Gang-Automatikgetriebe. Mehrere Fahrzeuge dieses diesel-elektrischen Typs, der für eine Geschwindigkeit von 100 km/h ausgelegt ist, sind seit 2015 in der spanischen Hauptstadt Madrid im Einsatz.